# Refsvindinge
Refsvindinge er en by på Fyn med 560 indbyggere  (2024), beliggende 3 km nord for Ørbæk, 27 km sydøst for Odense og 9 km sydvest for Nyborg. Byen hører til Nyborg Kommune og ligger i Region Syddanmark.
Refsvindinge hører til Refsvindinge Sogn, og Refsvindinge Kirke ligger i byen. 2 km nord for byen ligger herregården Juulskov.

## Faciliteter
Refsvindinge Friskole blev oprettet i 1865 i Vindinge, men flyttet til Rosilde og derefter til Refsvindinge, hvor bygningerne er opført i 1902 og senere ombygget og udvidet. Skolen har ca. 185 elever fra børnehaveklasse til 9. klasse samt SFO.
Refsvindinge Forsamlingshus blev indviet i 1889. Det er siden udvidet tre gange og kan nu huse 150 mennesker.

## Historie
Knud Urne til Juulskov og hans hustru stiftede et hospital, der blev oprettet i 1725 efter deres død med et hus ved kirken til 4 fattige, 2 mænd og 2 kvinder.

### Jernbanen
Refsvindinge havde station på Ringe-Nyborg Banen (1897-1962). Stationsbygningen er bevaret på Stationsvænget 5.

## Refsvindinge Friskole
Refsvindinge Friskole blev oprettet i 1865 i Vindinge, men flyttet til Rosilde og derefter til Refsvindinge, hvor bygningerne er opført i 1902 og senere ombygget og udvidet. Skolen har ca. 185 elever fra børnehaveklasse til 9. klasse samt SFO.

## Bryggeriet
Godt 1 km nordøst for byen ligger Bryggeriet Refsvindinge. Bryggeriet har i mange år været hjemsted for Kildemose Festival, en non-profit musikfestival.